# اسکار لوپس (بازیکن فوتبال، زاده ۱۹۳۷)
اسکار لوپس (اسپانیایی: Oscar López‎؛ زادهٔ ۱۱ دسامبر ۱۹۳۷) یک بازیکن فوتبال و سرمربی اهل آرژانتین است.

## بازیکن
از باشگاه‌هایی که در آن بازی کرده‌است می‌توان به بوکا جونیورز، اتلتیکو ایندپندینته، بانفیلد و بانفیلد، اشاره کرد.

## مربی
وی سابقه مربیگری باشگاه‌های آرسنال ساراندی، بانفیلد، Deportivo Español، Quilmes، سن لورنزو، Sporting Cristal، Textil Mandiyú، اتلتیکو هوراکان، راسینگ کلاب، پیونیک و تیم ملی فوتبال ارمنستان در کارنامه خود دارد.